# Anneux
Anneux è un comune francese di 247 abitanti situato nel dipartimento del Nord nella regione dell'Alta Francia.

## Società

### Evoluzione demografica
Abitanti censiti

## Galleria d'immagini

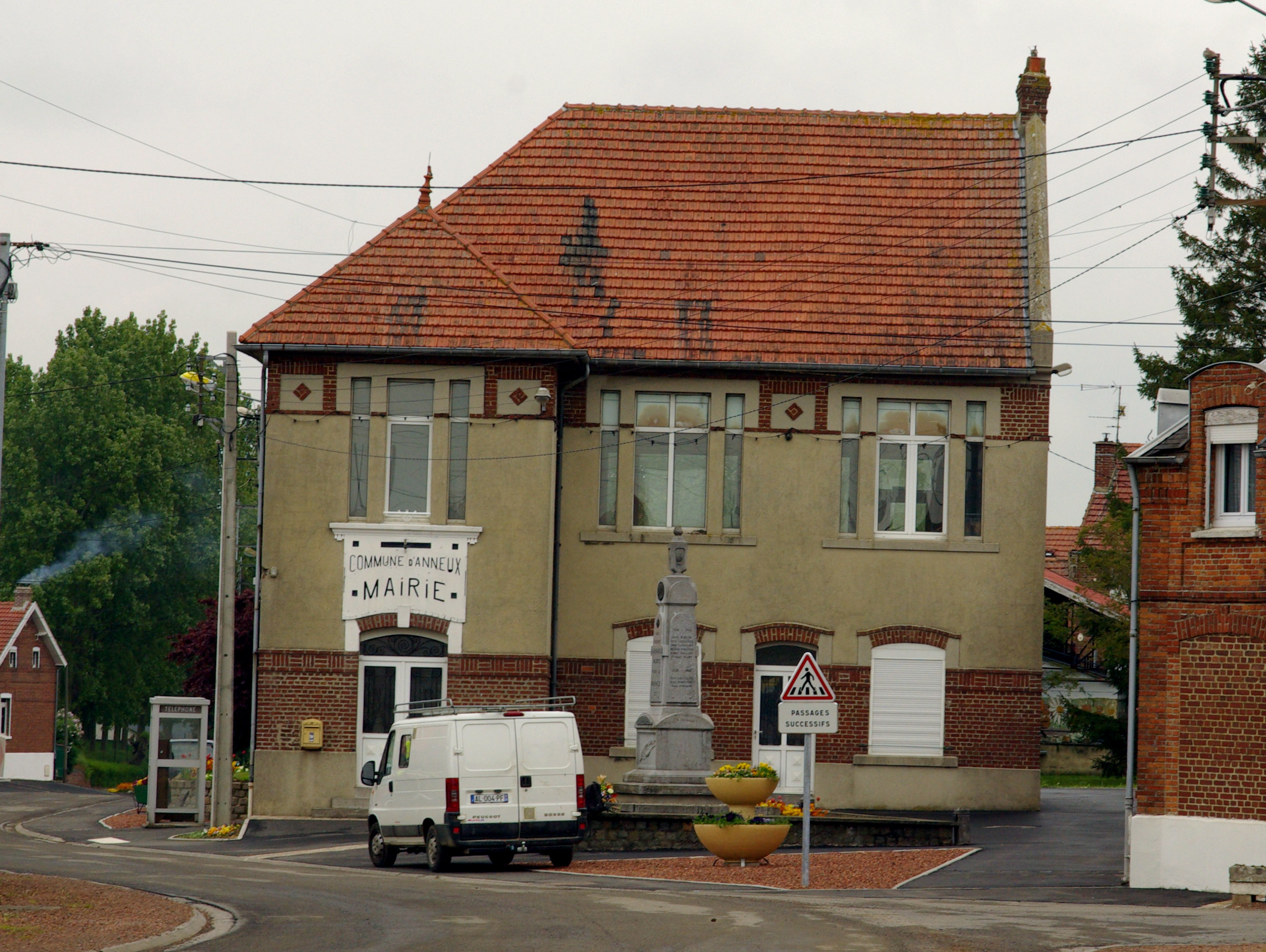
municipio